# شفيق الغبرا
شفيق ناظم شفيق الغبرا (ولد في مدينة الكويت في 1953 توفي 4 سبتمبر 2021) أكاديمي ومحلل سياسي كويتي من عائلة فلسطينية تنتمي إلى مدينة حيفا. هو الابن الأكبر للدكتور ناظم الغبرا. شارك في برامج حوارية حول أحداث كثيرة مرت على الساحة العربية (الثورة الليبية) - أحداث البحرين - ثورة سوريا - ثورة مصر - ثورة تونس. حاصل على شهادة دكتوراه في العلوم السياسيّة مع تخصّص في السياسات المقارنة، والإدارة العامّة والمنظّمات، وكان مُدرسًّا للعلوم السياسيّة في جامعة الكويت.

## المناصب التي تولاها
- مؤسس (جسور عربية) للاستشارات والتدريب عام 2006
- الرئيس السابق والمؤسس للجامعة الأمريكية 2003-2006
- مدير مركز الدراسات الاستراتيجية والمستقبلية في جامعة الكويت 2002-2003
- مدير المكتب الإعلامي الكويتي في العاصمة الأمريكية واشنطن 1998-2002
- كاتب منتظم في الصحافة العربية وعلى الاخص (صحيفة الحياة اليومية)
- عضو الهيئة الاستشارية في مؤتمر فكر 9
- رئيس تحرير مجلة العلوم الاجتماعية في جامعة الكويت
- كما حاضر في عشرات الجامعات ومراكز البحوث والجمعيّات العالميّة. له كتب وأبحاث، ومقالات ودراسات عديدة.

## مؤلفاته
- فلسطينيون في الكويت (الأسرة وسياسات البقاء)
- من تداعيات احتلال الكويت
- إسرائيل والعرب: من صراع القضايا إلى سلام المصالح
- الولايات المتحدة والخليج: قراءة للمتغيرات الدولية ورؤية للمستقبل
- حياة غير آمنة: جيل الأحلام والإخفاقات: سيرة ذاتية لشفيق الغبرا من سنوات طفولته حتى تركه لكتيبة الجرمق[4]
- الكويت: دراسة في آليات الدولة والسلطة والمجتمع
- النكبة ونشوء الشتات الفلسطيني في الكويت

## وفاته
توفي شفيق الغبرا في الكويت يوم السبت 4 سبتمبر 2021 ميلاديًّا، الموافق 27 محرم 1443 هجريًّا، عن عمر ناهز 68 عامًا.